# تیم متحد در المپیک
تیم متحد (روسی: Объединённая команда) نامی بود که برای تیم ورزشی شوروی سابق (به جز کشورهای بالتیک) در بازی‌های المپیک زمستانی ۱۹۹۲ در آلبرت‌ویل و المپیک تابستانی ۱۹۹۲ در بارسلون استفاده می‌شد. کد آی‌اوسی (EUN) از نام فرانسوی Équipe unifiée گرفته شده بود. تیم متحد گاهی به‌طور غیررسمی تیم CIS (کشورهای مستقل همسود، به عنوان همتای تیم ملی فوتبال کشورهای مستقل همسود که همان سال در یورو ۱۹۹۲ شرکت کرد) نامیده می‌شد، اگرچه گرجستان تا سال ۱۹۹۳ به CIS ملحق نشد.
در طول بازی‌های المپیک زمستانی، کمیته‌های ملی المپیک (NOC) کشورهای به وجود آمده به دلیل انحلال اتحاد جماهیر شوروی که فقط دو ماه قبل از آن اتفاق افتاده بود، هنوز عضو کمیته بین‌المللی المپیک (IOC) نشده بودند، بنابراین پرچم المپیک برای این تیم در جایگاه پرچم‌ها در مراسم افتتاحیه و در مراسم اهدای مدال استفاده و سرود المپیک برای مدال‌آوران طلا پخش شد. در زمان بازی‌های المپیک تابستانی، کمیته‌های ملی المپیک به‌طور جداگانه عضویت داشتند، اما باز هم آنها یک تیم مشترک را با لباس استاندارد به میدان فرستادند، زیرا مسابقات مقدماتی المپیک قبل از فروپاشی نهایی اتحاد جماهیر شوروی تکمیل شده بود. اگر ورزشکاری از تیم متحد مدال می‌گرفت، پرچم ملی کشور ورزشکار مدال‌آور به جای پرچم المپیک برافراشته می‌شد و سرود ملی کشور وی به جای سرود المپیک پخش می‌شد. در مسابقات تیمی، تیم متحد همچنان از پرچم المپیک و سرود المپیک استفاده می‌کرد، زیرا اعضای تیم از کشورهای مختلف بودند.
این تیم در بازی‌های زمستانی ۱۹۹۲ در جدول مدال‌ها نایب‌قهرمان شد و در بازی‌های تابستانی ۱۹۹۲ به عنوان تیم قهرمان در جدول مدال‌ها قرار گرفت و از رقیب قدیمی خود، ایالات متحده آمریکا که در جایگاه دوم قرار گرفت، پیشی گرفت.

## کشورهای شرکت‌کننده
در حالی که تنها شش کشور از تیم متحد در المپیک زمستانی ۱۹۹۲ شرکت کردند، هر دوازده کشور در المپیک تابستانی ۱۹۹۲ شرکت کردند. در بازی‌های المپیک زمستانی ۱۹۹۴ و المپیک تابستانی ۱۹۹۶، کشورهایی که بخشی از تیم متحد بودند، اولین حضور خود در المپیک را به عنوان کشورهای مستقل آغاز کردند.
| کشور (جمهوری شوروی سابق) | کد IOC (۱۹۹۴–) |
| ------------------------ | -------------- |
| ارمنستان*                | ARM            |
| جمهوری آذربایجان         | AZE            |
| بلاروس*                  | BLR            |
| گرجستان                  | GEO            |
| قزاقستان*                | KAZ            |
| قرقیزستان                | KGZ            |
| مولدووا                  | MDA            |
| روسیه*                   | RUS            |
| تاجیکستان                | TJK            |
| ترکمنستان                | TKM            |
| اوکراین*                 | UKR            |
| ازبکستان*                | UZB            |

* شرکت‌کننده در بازی‌های زمستانی.

### جدول زمانی مشارکت
| تاریخ     | Team                   | Team                  | Team                  | Team                  | Team                  | Team                  | Team                  | Team                  | Team                  | Team                         | Team                  | Team                  | Team                  | Team                  | Team                  |
| --------- | ---------------------- | --------------------- | --------------------- | --------------------- | --------------------- | --------------------- | --------------------- | --------------------- | --------------------- | ---------------------------- | --------------------- | --------------------- | --------------------- | --------------------- | --------------------- |
| ۱۹۰۰–۱۹۱۲ | امپراتوری روسیه (RU1)  | امپراتوری روسیه (RU1) | امپراتوری روسیه (RU1) | امپراتوری روسیه (RU1) | امپراتوری روسیه (RU1) | امپراتوری روسیه (RU1) | امپراتوری روسیه (RU1) | امپراتوری روسیه (RU1) | امپراتوری روسیه (RU1) | امپراتوری روسیه (RU1)        | امپراتوری روسیه (RU1) | امپراتوری روسیه (RU1) | امپراتوری روسیه (RU1) | امپراتوری روسیه (RU1) | امپراتوری روسیه (RU1) |
| ۱۹۲۰      |                        | استونی (EST)          |                       |                       |                       |                       |                       |                       |                       |                              |                       |                       |                       |                       |                       |
| ۱۹۲۴–۱۹۳۶ | لتونی (LAT)            | استونی (EST)          | لیتوانی (LTU)         |                       |                       |                       |                       |                       |                       |                              |                       |                       |                       |                       |                       |
| ۱۹۵۲–۱۹۸۸ | اتحاد شوروی (URS)      | اتحاد شوروی (URS)     | اتحاد شوروی (URS)     | اتحاد شوروی (URS)     | اتحاد شوروی (URS)     | اتحاد شوروی (URS)     | اتحاد شوروی (URS)     | اتحاد شوروی (URS)     | اتحاد شوروی (URS)     | اتحاد شوروی (URS)            | اتحاد شوروی (URS)     | اتحاد شوروی (URS)     | اتحاد شوروی (URS)     | اتحاد شوروی (URS)     | اتحاد شوروی (URS)     |
| ۱۹۹۲      | تیم متحد (EUN)         | تیم متحد (EUN)        | تیم متحد (EUN)        | تیم متحد (EUN)        | تیم متحد (EUN)        | تیم متحد (EUN)        | تیم متحد (EUN)        | تیم متحد (EUN)        | تیم متحد (EUN)        | تیم متحد (EUN)               | تیم متحد (EUN)        | تیم متحد (EUN)        | استونی (EST)          | لتونی (LAT)           | لیتوانی (LTU)         |
| ۱۹۹۴      |                        |                       |                       | ارمنستان (ARM)        | بلاروس (BLR)          | گرجستان (GEO)         | قزاقستان (KAZ)        | قرقیزستان (KGZ)       | مولداوی (MDA)         | روسیه (RUS)                  | اوکراین (UKR)         | ازبکستان (UZB)        | استونی (EST)          | لتونی (LAT)           | لیتوانی (LTU)         |
| ۱۹۹۶–۲۰۱۶ | جمهوری آذربایجان (AZE) | تاجیکستان (TJK)       | ترکمنستان (TKM)       | ارمنستان (ARM)        | بلاروس (BLR)          | گرجستان (GEO)         | قزاقستان (KAZ)        | قرقیزستان (KGZ)       | مولداوی (MDA)         | روسیه (RUS)                  | اوکراین (UKR)         | ازبکستان (UZB)        | استونی (EST)          | لتونی (LAT)           | لیتوانی (LTU)         |
| ۲۰۱۸      | جمهوری آذربایجان (AZE) | تاجیکستان (TJK)       | ترکمنستان (TKM)       | ارمنستان (ARM)        | بلاروس (BLR)          | گرجستان (GEO)         | قزاقستان (KAZ)        | قرقیزستان (KGZ)       | مولداوی (MDA)         | ورزشکاران المپیک روسیه (OAR) | اوکراین (UKR)         | ازبکستان (UZB)        | استونی (EST)          | لتونی (LAT)           | لیتوانی (LTU)         |
| ۲۰۲۰–     | جمهوری آذربایجان (AZE) | تاجیکستان (TJK)       | ترکمنستان (TKM)       | ارمنستان (ARM)        | بلاروس (BLR)          | گرجستان (GEO)         | قزاقستان (KAZ)        | قرقیزستان (KGZ)       | مولداوی (MDA)         | کمیته المپیک روسیه (ROC)     | اوکراین (UKR)         | ازبکستان (UZB)        | استونی (EST)          | لتونی (LAT)           | لیتوانی (LTU)         |

## جدول مدال‌ها

### مدال‌ها بر پایه بازی‌ها
| بازی‌ها               | جزئیات                                   | طلا | نقره | برنز | مجموع | رتبه |
| ۱۹۹۲ المپیک زمستانی  | تیم متحد در بازی‌های المپیک زمستانی ۱۹۹۲  | ۹   | ۶    | ۸    | ۲۳    | ۲    |
| ۱۹۹۲ المپیک تابستانی | تیم متحد در بازی‌های المپیک تابستانی ۱۹۹۲ | ۴۵  | ۳۸   | ۲۹   | ۱۱۲   | ۱    |
| مجموع                | مجموع                                    | ۵۴  | ۴۴   | ۳۷   | ۱۳۵   |      |

### مدال‌ها بر پایه ورزش‌های تابستانی
| ورزش              | طلا | نقره | برنز | مجموع |
| ----------------- | --- | ---- | ---- | ----- |
| ژیمناستیک هنری    | ۹   | ۵    | ۴    | ۱۸    |
| دو و میدانی       | ۷   | ۱۱   | ۳    | ۲۱    |
| کشتی              | ۶   | ۵    | ۵    | ۱۶    |
| شنا               | ۶   | ۳    | ۱    | ۱۰    |
| وزنه‌برداری        | ۵   | ۴    | ۰    | ۹     |
| تیراندازی         | ۵   | ۲    | ۱    | ۸     |
| جودو              | ۲   | ۰    | ۲    | ۴     |
| شمشیربازی         | ۱   | ۲    | ۲    | ۵     |
| کانو و کایاک      | ۱   | ۱    | ۰    | ۲     |
| ژیمناستیک ریتمیک  | ۱   | ۰    | ۱    | ۲     |
| هندبال            | ۱   | ۰    | ۱    | ۲     |
| بسکتبال           | ۱   | ۰    | ۰    | ۱     |
| شیرجه             | ۰   | ۲    | ۱    | ۳     |
| بوکس              | ۰   | ۱    | ۱    | ۲     |
| پنج‌گانه مدرن      | ۰   | ۱    | ۱    | ۲     |
| والیبال           | ۰   | ۱    | ۰    | ۱     |
| تنیس              | ۰   | ۰    | ۲    | ۲     |
| تیراندازی با کمان | ۰   | ۰    | ۲    | ۲     |
| روئینگ            | ۰   | ۰    | ۱    | ۱     |
| واترپلو           | ۰   | ۰    | ۱    | ۱     |
| مجموع (۲۰ ورزش)   | ۴۵  | ۳۸   | ۲۹   | ۱۱۲   |

### مدال‌ها بر پایه ورزش‌های زمستانی
| Sport                 | طلا | نقره | برنز | مجموع |
| --------------------- | --- | ---- | ---- | ----- |
| اسکی صحرانوردی        | ۳   | ۲    | ۴    | ۹     |
| اسکیت نمایشی          | ۳   | ۱    | ۱    | ۵     |
| دوگانه                | ۲   | ۲    | ۲    | ۶     |
| هاکی روی یخ           | ۱   | ۰    | ۰    | ۱     |
| اسکی نمایشی           | ۰   | ۱    | ۰    | ۱     |
| اسکیت سرعت مسیر کوتاه | ۰   | ۰    | ۱    | ۱     |
| مجموع (۶ sport)       | ۹   | ۶    | ۸    | ۲۳    |

## پرچم‌داران
- المپیک زمستانی ۱۹۹۲ آلبرت‌ویل - والری مدودتسف (دوگانه)
- المپیک تابستانی ۱۹۹۲ بارسلون - الکساندر کارلین (کشتی)